# Euroregion Śląsk Cieszyński

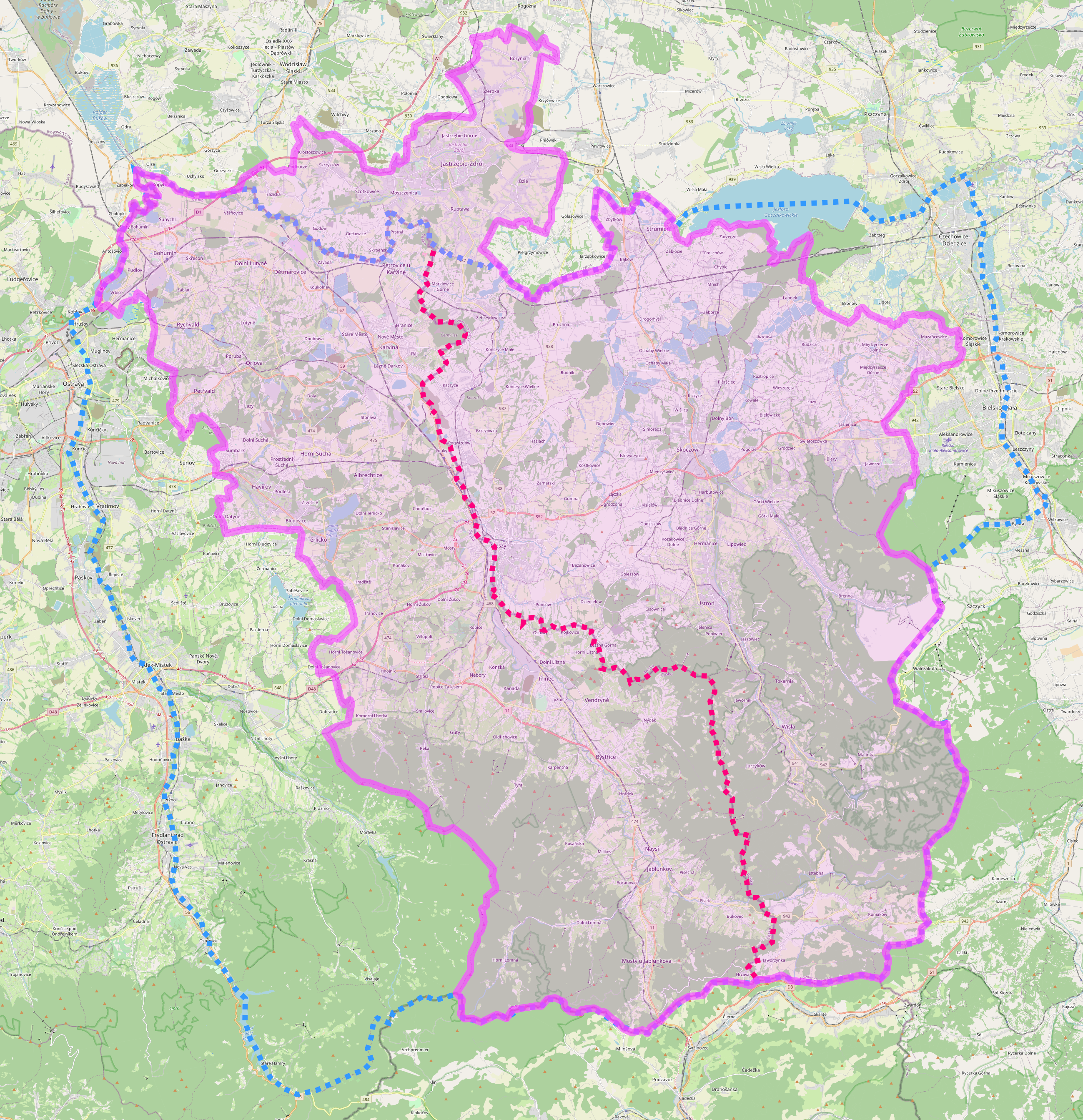
Euroregion Śląsk Cieszyński w porównaniu do historycznych granic Śląska Cieszyńsiego (niebieska przerywana linia)

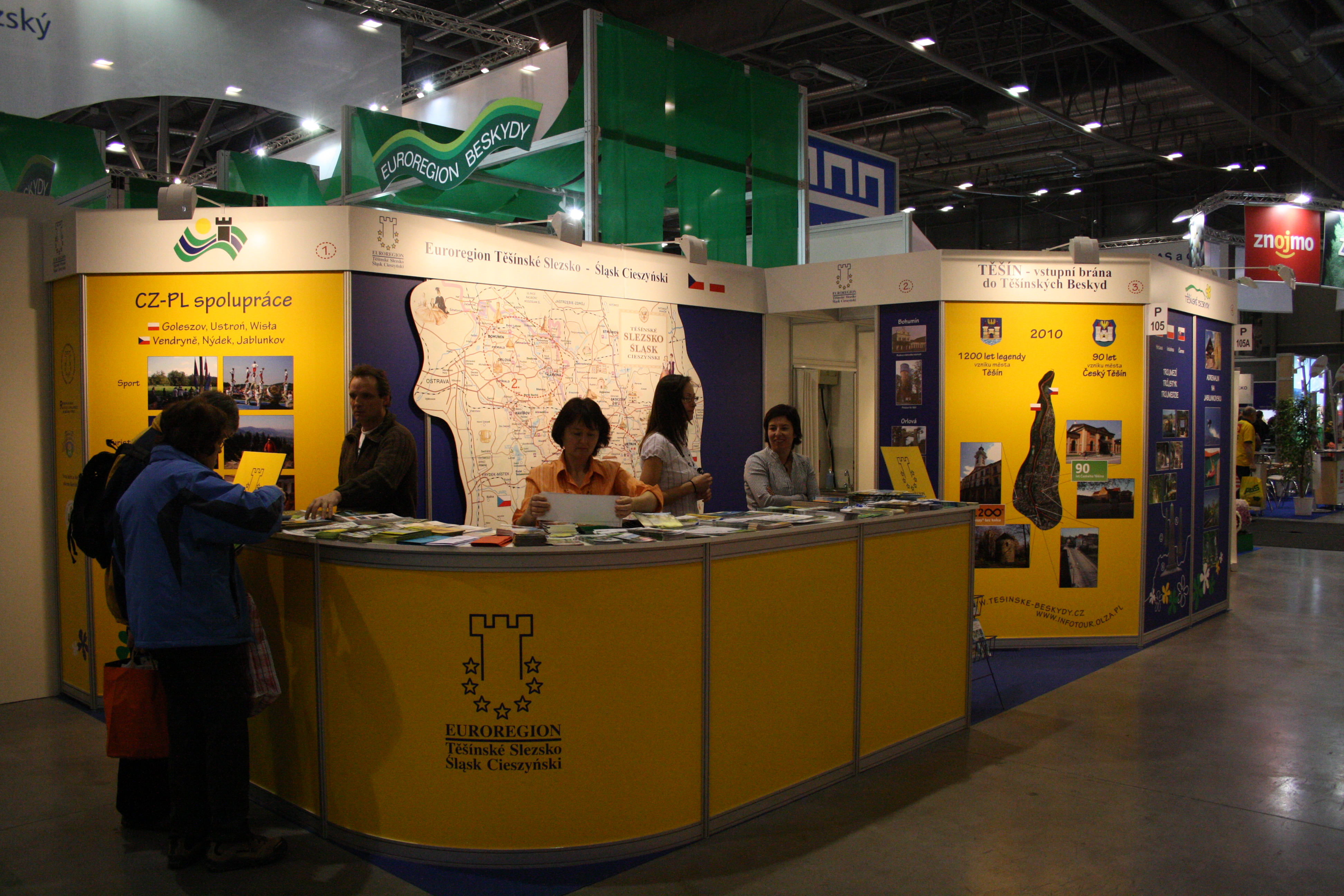
Prezentacja Euroregionu na wystawie w Brnie (2010)

     Euroregion Śląsk Cieszyński
Euroregion Śląsk Cieszyński (cz. Euroregion Těšínské Slezsko) – euroregion na granicy polsko-czeskiej, który powstał 22 kwietnia 1998 w celu wspierania współpracy transgranicznej nad rzeką Olzą. Obecnie obejmuje on powierzchnię 1741,34 km², a w 2009 zamieszkiwało go 658 224 osoby. Centralnym miastem Euroregionu jest Cieszyn, zaś największym Jastrzębie-Zdrój.

## Obszar
Siedzibami Euroregionu są dwa partnerskie miasta: Cieszyn po stronie polskiej oraz Czeski Cieszyn po stronie czeskiej.
Ze strony polskiej w skład Euroregionu wchodzą:
- 12 gmin powiatu cieszyńskiego: Brenna, Chybie, Cieszyn, Dębowiec, Goleszów, Hażlach, Istebna, Skoczów, Strumień, Ustroń, Wisła, Zebrzydowice
- 2 gminy powiatu bielskiego: Jasienica, Jaworze
- 1 gmina powiatu wodzisławskiego: Godów (od 2003 roku)
- miasto Jastrzębie-Zdrój

Ze strony czeskiej w skład Euroregionu wchodzą 43 gminy (w porównaniu do 2004 dołączyły Ropica i Pioseczna, które do 2000 roku nie były samodzielnymi gminami):
- obszar powiatu Karwina (16 gmin, bez Błędowic Górnych, które do 2007 były częścią powiatu frydeckiego)
- przygraniczna część powiatu Frydek-Mistek (27 gmin)

Trzeba zaznaczyć, że euroregion Śląsk Cieszyński nie pokrywa się z historycznymi granicami Śląska Cieszyńskiego, gdyż w jego skład wchodzą gminy Jastrzębie-Zdrój i Godów (zajmujące łącznie 123,38 km² i liczące w 2009 łącznie 105,771 mieszkańców, inaczej 12,8% powierzchni i ponad 1/3 ludności polskiej części Euroregionu), które zaliczane są do dawnego pruskiego i niemieckiego Górnego Śląska, a część dawnych ziem Księstwa Cieszyńskiego znajduje się w innym euroregionie Beskidy (jak ziemie powiatu bielskiego na zachód od rzeki Białej, czy miasta: Bielsko-Biała i Frydek-Mistek). W granicach historycznych Euroregion obejmuje 1618 km² (ok. 71% regionu historycznego) i w 2009 552 453 mieszkańców (niespełna 70% mieszkańców regionu historycznego).

## Cele strategiczne Euroregionu
- szeroko pojmowany rozwój regionu
- wymiana doświadczeń i informacji
- wspieranie kultury, oświaty i sportu w regionie
- wspólne rozwijanie transportu, komunikacji i łączności w regionie, w tym poprawianie bezpieczeństwa mieszkańców
- rozwój turystyki, w tym usprawnianie przepływu turystów przez granicę
- współpraca między szkołami i młodzieżą, w tym wspólne dbanie o ekologię i środowiska naturalnego

## Dane statystyczne
| Podstawowe dane statystyczne       |         |          |
| Część:                             | polska  | czeska   |
| Powierzchnia w km²                 | 966,51  | 774,83   |
| Ludność                            | 306 935 | 351 289  |
| Liczba jednostek administracyjnych | 16 gmin | 43 gminy |